# Ghamubar Zom
Der Ghamubar Zom ist einer der höchsten Berge im Hinduraj-Gebirge.
Der Ghamubar Zom befindet sich im Distrikt Ghizer im pakistanischen Sonderterritorium Gilgit-Baltistan.
Der Berg besitzt eine Höhe von 6518 m. Der Ghamubar Zom wird vom Westlichen und Östlichen Ghamubar-Gletscher flankiert. Beide Gletscher speisen den Yasin, einen linken Nebenfluss des Ghizer. 
Im Himalaya-Index sind bisher keine Besteigungen des Ghamubar Zom dokumentiert.